# Alexander Choupenitch
Alexander Choupenitch [šupenič] (* 2. května 1994, Brno) je český šermíř (fleretista) a olympijský medailista běloruského původu. Je členem klubu Sokol Brno I.

## Osobní život
Narodil se v Brně běloruským rodičům, operním pěvcům, kteří se přistěhovali do Česka poté, co získali dlouhodobé angažmá v Národním divadle Brno (otec Ivan jako sólista opery, matka Irina zpívala ve sboru). Příjmení Choupenitch je francouzskou transkripcí běloruského příjmení Šupenič (Шупеніч), což vzniklo v důsledku toho, že úředníci takto zapsali příjmení rodičů do jejich dokladů v době, kdy začali cestovat po Evropě. Jeho nevlastní babičkou byla Taťjana Samusenková, členka ženského olympijského týmu SSSR v šermu fleretem, který získal zlaté medaile na olympijských hrách v letech 1960, 1968 a 1972.
Ze sportů nejdříve zkoušel basketbal, pak jej maminka přivedla k šermu. V klubu Sokol Brno I byla možnost šermovat pouze fleretem, proto užívá tuto zbraň. Podle jeho slov se mu však šerm fleretem líbí nejvíce, neboť vyvažuje rychlost a taktiku, a je realističtější z pohledu historie. Šerm šavlí je na něj až moc rychlý, a při šermu kordem se podle něj zase příliš taktizuje.
Jedním z jeho prvních trenérů byl bývalý sovětský fleretista Alexandr Romaňkov.

## Sportovní kariéra
V roce 2011 se stal mistrem Evropy kadetů (do 17 let). Na juniorském mistrovství Evropy skončil v 2012 a 2013 druhý a v roce 2014 vyhrál. Na juniorském mistrovství světa získal v roce 2013 bronzovou a v roce 2013 stříbrnou medaili, stal se také dvojnásobným vítězem celkové klasifikace juniorského Světového poháru. Na turnaji Světového poháru dospělých v La Coruni v únoru 2014 obsadil druhé místo, když porazil i olympijského vítěze Andreu Baldiniho. Na mistrovství Evropy v šermu ve Štrasburku v červnu 2014 postoupil do čtvrtfinále, kde prohrál s pozdějším vítězem Jamesem-Andrewem Davisem 13:15 a skončil celkově na pátém místě. Na mistrovství světa v Kazani v červenci 2014 obsadil sedmé místo, ve čtvrtfinále ho porazil Číňan Ma Ťien-fej 15:11.
V březnu 2016, po úspěšném Grand Prix v Havaně, se kvalifikoval na olympijské hry v Rio de Janeiru. Při svém olympijském debutu měl v prvním kole volný los, ve druhém podlehl obhájci stříbrné medaile Alaaeldinovi Abouelkassemovi z Egypta 8:15 a mezi šestnáct nejlepších se neprobojoval.
V červnu 2018 vybojoval na mistrovství Evropy v Novim Sadu bronzovou medaili, když v semifinále podlehl 15:11 olympijskému vítězi a obhájci evropského titulu Garozzovi z Itálie.
V květnu 2021 se stal olympijským ambasadorem pojišťovny Allianz. 
Na Letních olympijských hrách 2020 v Tokiu získal roku 2021 bronzovou medaili, v rozhodujícím zápase porazil Japonce Takahira Šikineho. Kvalifikoval se i na Letní olympijské hry 2024 v Paříži, ale zde v soutěži fleretistů skončil v osmifinále, když prohrál s Italem Guillaumem Bianchim.